# Espaço funcional
Em matemática, um espaço funcional é um conjunto de funções de um conjunto X para um conjunto Y, de uma dada classe. Chama-se um espaço porque, na maioria das aplicações, é um espaço topológico ou um espaço vectorial. Os espaços funcionais aparecem em várias áreas das matemáticas:
- na teoria de conjuntos, o conjunto de partes de um conjunto X pode-se identificar com o conjunto de todas as funções de X em {0, 1} (funções características);
- na álgebra linear o conjunto de todas as transformações lineares do espaço vectorial de V num outro, W, sobre o mesmo corpo, é em si mesmo um espaço vectorial;
- na análise funcional dá-se o mesmo para as transformações lineares contínuas, incluindo topologias nos espaços vectoriais subjacentes, e muitos dos exemplos principais são espaços funcionais com topologia;
- na topologia, pode-se procurar dar uma topologia às funções contínuas do espaço topológico X para outro Y, cuja utilidade depende da natureza dos espaços;
- na topologia algébrica, o estudo da teoria da homotopia é essencialmente o de invariantes discretos de espaços funcionais;
- na teoria do processo estocástico, o problema técnico básico é como construir uma medida de probabilidade num espaço funcional de trajectórias do processo (funções do tempo);
- na teoria das categorias o espaço funcional aparece como bifunctor canónico de representação mas como functor simples de tipo [X, -] como functor adjunto, a um functor do tipo (Xx -) em objectos;
- no cálculo lambda ela programação funcional, tipos de espaço funcional se utilizam para expressar a ideia de função de ordem superior.
- na teoria de domínios, a ideia básica é encontrar construções de ordem parcial que possam modelar cálculo lambda, criando uma boa categoria cartesiana fechada.

Outra ideia relacionada com a física é o espaço de configuração. Isto não tem um significado único, mas para N partículas movendo-se numa variedade M pode ser o espaço de posições MN ou o subespaço onde não há duas posições iguais. Para ter em conta a posição e os momentos recorre-se ao fibrado cotangente. As configurações de uma curva seriam um espaço funcional de alguma classe. Na mecânica quântica uma formulação acentua as histórias como configurações. Em resumo, um espaço de configuração é tipicamente "a metade" (ver distribuição lagrangiana) do espaço de fase que se constrói a partir de um espaço funcional.
Os espaços de configuração relacionam-se com a teoria das cordas, já que a condição de uma corda não passar por si mesma é formulada cortando diagonalmente os espaços funcionais.